# Lil Mosey
Pour les articles homonymes, voir Mosey.
 (juin 2020).
Lil Mosey, de son vrai nom Lathan Moses Echols, né le 25 janvier 2002 à Mountlake Terrace, dans l'État de Washington, (États-Unis), est un rappeur et chanteur américain, originaire de Seattle, également dans l'État de Washington, aux États-Unis. Il se fait connaître le 7 décembre 2017 grâce à son titre Pull Up. Son premier album, Northsbest (2018) comprend son premier titre, Noticed, entrant dans le Billboard Hot 100, sorti le 20 juillet 2018. Son deuxième album, Certified Hitmaker (2019), a atteint la 12e place du Billboard 200 américain et contient son single à succès de 2019 Stuck in a Dream. En 2020, Lil Mosey a sorti le single le mieux classé de sa carrière, Blueberry Faygo, qui a atteint la 8e place du Billboard Hot 100.

## Carrière
Lil Mosey commence sa carrière sur SoundCloud avec des sons comme So Bad ou Supreme Hoodies. Pull Up a été publié comme un single, le 7 décembre 2017. C'est son premier hit, le clip comprend actuellement un total de plus de 25 millions de vues sur YouTube. Ensuite, le 14 mars 2018, il sortira Boof Pack. Le morceau a aujourd'hui plus de 11 millions de vues sur YouTube. Le 20 juillet 2018, Mosey sort Noticed en single aux côtés de Cole Bennett. Dans le clip, Mosey est vu comme « vivre la belle vie (avec des amis), car il se détend dans un appartement de luxe, qui donne sur une magnifique plage ». Mosey est d'avis que « de Seattle, de la musique, je suis vraiment le seul mec à le faire, sortir de là... mais à part ça, il n'y a rien à faire à Seattle. » Mosey participe au « World Domination Tour » de Juice WRLD, il s'arrête notamment à Paris le 20 septembre 2018.
Le 19 octobre 2018, il sort sa mixtape Northsbest (en) avec comme seul featuring Yoppa en collaboration avec BlocBoy JB. Cole Bennett produit alors le clip d'un nouveau hit faisant partie de sa mixtape intitulée Kamikaze (43 millions de vues sur Youtube). À presque un an de son single Pull Up, il sort comme cadeau de Noël pour sa fanbase K For Christmas. Son single So Bad a maintenant 10 millions de vues sur Spotify.

## Accusation de viol
(janvier 2023).
Le 2 avril 2021, Lil Mosey a été inculpé d'un chef de viol au deuxième degré dans le Comté de Lewis (Washington), pour avoir eu des rapports sexuels avec une personne incapable de donner son consentement,. Il a plaidé non coupable. L'accusation découle d'un incident présumé dans la nuit du 5 janvier 2020, dans une cabane à Randle, Washington où Lil Mosey avait organisé une fête. Lil Mosey n'était pas un adulte au moment de l'incident, car il a eu 18 ans le 25 janvier 2020. Conformément à une ordonnance de protection pour agression sexuelle préalable au procès, Lathan Moses Echols est condamné à ne pas contacter, ou s'approcher à moins de 500 pieds (152,4 mètres) de la victime, et il est interdit de posséder des armes à feu ou de consommer de la drogue. S'il est reconnu coupable, il risque un minimum de 78 à 102 mois et un maximum de prison à vie,.
Lil Mosey sera jugé dans un procès conjoint aux côtés des co-accusés Francisco P. Prater et Joshua D. Darrow. Prater est accusé d'avoir également violé la femme et Darrow est accusé d'avoir retenu la victime alors qu'Echols et Prater l'ont violée.

### Incident allégué
Après avoir été contactée par le département de police de Morton (Illinois) le 6 janvier 2020, la victime présumée a déclaré à un détective qu'elle avait assisté à la fête avec un ami et s'était évanouie après avoir bu des boissons alcoolisées White Claw et du champagne fournis lors de la fête. La femme a déclaré qu'elle ne se souvenait pas clairement des événements du reste de la nuit et qu'elle ne se souvenait que d'avoir marché en sous-vêtements dans une chambre à l'étage, d'avoir été informée par des personnes qu'elle avait eu des relations sexuelles et qu'il y avait un enregistrement vidéo du rapport sexuel. Cependant, elle n'avait aucun souvenir du viol. Elle a déclaré qu'au réveil le lendemain matin, elle et l'ami avec qui elle était venue ont quitté la cabine.
Le 9 janvier 2020, le département de police de Morton a interrogé l'amie de la femme, qui a déclaré qu'elle avait eu des relations sexuelles consensuelles avec Echols dans sa voiture, au cours desquelles elle avait ressenti une douleur dans les jambes. Elle a déclaré qu'elle avait un souvenir « flou » de ce qui s'était passé par la suite, mais que la prochaine chose dont elle se souvenait était que plusieurs hommes s'étaient imposés à elle, y compris un homme identifié comme Francisco P. Prater ayant des propos déplacés envers elle. Prater a également été accusé d'un chef de viol au deuxième degré, parallèlement à l'accusation de viol d'Echols. Elle a également déclaré qu'elle avait des ecchymoses au bras, au cou et à l'intérieur du genou dont elle ne connaissait pas l'origine. Lors d'un entretien ultérieur avec la police, la femme a déclaré qu'elle se souvenait de s'être réveillée avec Echols en train de la violer dans une chambre à l'étage après qu'elle s'était évanouie.

### Procès criminel
Le 21 avril 2021, un mandat de 50 000 dollars a été émis pour l'arrestation d'Echols après qu'il ne s'est pas présenté à une comparution devant le tribunal lors d'une audience préliminaire,. Après qu'un accord a été conclu entre Echols et le bureau du procureur du comté de Lewis pour annuler le mandat, Echols a comparu devant le tribunal le 27 avril. Le 13 juillet, Echols a comparu lors d'une audience préalable au procès. Prater a également été accusé d'un chef de viol au deuxième degré en tandem avec l'accusation de viol de Lil Mosey,. Joshua D. Darrow a été nommé troisième accusé dans l'affaire de viol en juillet 2021. Darrow est actuellement en liberté sous caution non garantie et a également reçu une ordonnance de protection pour agression sexuelle avant le procès.
Echols est actuellement en liberté sous caution non garantie de 50 000 dollars. Le procès conjoint aux côtés des coaccusés Prater et Darrow devait commencer le 24 janvier 2022, puis a été reporté au 18 juillet, puis à nouveau reporté au 12 décembre, puis fixé au 16 février 2023,,,.

### Non coupable
Echols a passé un test polygraphique. Le procès a commencé le 22 février 2023. Le 2 mars 2023, le rappeur a été déclaré non coupable. À cette occasion, Lil Mosey sort un nouveau single intitulé "Flu Game", qui atteindra plus d'un million d'écoutes en moins de 24 heures.

## Discographie

### Albums
- 2018 : Northsbest

- 2019 : Certified Hitmaker

- 2020 : Certified Hitmaker (Ava Leak)
- 2024 : Love U Forever

### EPs
- 2022 : UNI
- 2022 : VER

### Titres
- 2016 : So Bad

- 2017 : Pull Up
- 2017 : Noticed
- 2017 : Lame Shit

- 2018 : Boof Pack
- 2018 : Yoppa (feat. BlocBoy JB)
- 2018 : Burberry Heandband
- 2018 : Kamikaze
- 2018 : Rarri
- 2018 : Fu shit
- 2018 : Greet Her
- 2018 : That's My bitch
- 2018 : Trapstar
- 2018 : K For Chrstimas
- 2018 : Boof Pack

- 2019 : G Walk (feat. Chris Brown)
- 2019 : Stuck In A Dream (feat. Gunna)
- 2019 : Live This Wild
- 2019 : Bankroll (feat. AJ Tracey)
- 2019 : See My Baby
- 2019 : Kari's World
- 2019 : Speed Racin
- 2019 : Never Scared (feat. Trippie Redd)
- 2019 : So Fast
- 2019 : Space Coupe
- 2019 : Rockstars
- 2019 : Rose Gold
- 2019 : Dreamin
- 2019 : Jet To The West

- 2020 : Blueberry Faygo
- 2020 : Back At It (feat. Lil Baby)
- 2020: Top Gone (feat. Lunay)
- 2020: Bands Out The Roof
- 2020: My Dues
- 2020: Focus On Me
- 2020: Jumping Out The Face

- 2021: Holy Water
- 2021: Enough
- 2021: Try Me
- 2021: How I Been
- 2021: Problem Solvin
- 2021: Pass Out
- 2021: Not The Same God As Mine

- 2022: Ain't It A Flex
- 2022: Falling
- 2022: Breathin Again
- 2022: Sick Today
- 2022: Drop Top
- 2022: Paid Up
- 2022: Backpack
- 2022: Matte Red/Sum He Said
- 2022: Rocket

- 2023: Flu Game
- 2024: One Too Many
- 2024: Life Goes On
- 2024: Back Dowm Road
- 2024: Thug Popstar